# Kristoffer Askildsen
Pour les articles homonymes, voir Askildsen.
Kristoffer Askildsen, né le 9 janvier 2001 à Oslo en Norvège, est un footballeur international norvégien qui évolue au poste de milieu central au FC Midtjylland.

## Biographie

### Stabæk Fotball
Né à Oslo en Norvège, Kristoffer Askildsen est formé au Stabæk Fotball. Il signe son premier contrat professionnel le 21 septembre 2018. Deux jours plus tard il fait sa première apparition en professionnel en étant titularisé lors d'une rencontre de championnat de Norvège face au Ranheim Fotball. Il est remplacé par Emil Bohinen lors de cette rencontre remportée par son équipe (3-2).
Il inscrit son premier but en professionnel le 24 novembre 2019 contre le Mjøndalen IF, en championnat. Titulaire ce jour-là, il ouvre le score et participe ainsi à la victoire de son équipe, qui s'impose par quatre buts à deux avec notamment un triplé de Kasper Junker.

### Sampdoria de Gênes
En janvier 2020, Kristoffer Askildsen rejoint l'Italie et le club de la Sampdoria de Gênes, où il s'engage pour un contrat courant jusqu'en juin 2024,. Il joue son premier match sous ses nouvelles couleurs le 21 juin 2020 face à l'Inter Milan, lors d'une rencontre de Serie A. Il entre en jeu à la place d'Andrea Bertolacci lors de ce match perdu par les siens (2-1). Le 29 juillet 2020, Askildsen inscrit son premier but pour la Sampdoria, lors d'une défaite en championnat contre l'AC Milan (1-4).
Alors qu'Askildsen est peu utilisé jusqu'ici, l'arrivée de Roberto D'Aversa au poste d'entraîneur à l'été 2021 lui permet de gagner en temps de jeu et même d'obtenir une place régulière en équipe première,. Sa progression est toutefois freinée avec une blessure musculaire survenue en février 2022 et l'écartant pour un mois.

### US Lecce
Le 17 juillet 2022, après avoir prolongé son contrat avec la Sampdoria jusqu'en juin 2026, Kristoffer Askildsen est prêté pour une saison avec option d'achat à l'US Lecce, tout juste promu en Serie A. La Sampdoria dispose également d'un droit de rachat dans cet accord.
Askildsen joue son premier match pour Lecce le 20 août 2022, lors d'une rencontre de championnat contre l'US Sassuolo. Il entre en jeu à la place de Joan Gonzàlez lors de cette rencontre perdue par son équipe (1-0 score final).

### Retour à la Sampdoria
Askildsen fait son retour à la Sampdoria à la fin de son prêt à Lecce. Il retrouve un club qui vient d'être relégué en Serie B.

### FC Midtjylland
Le 11 juillet 2024, Kristoffer Askildsen rejoint le Danemark afin de s'engager en faveur du FC Midtjylland. Il signe un contrat de quatre ans, soit jusqu'en juin 2028.
Askildsen joue son premier match pour Midtjylland le 19 juillet 2024, lors de la première journée de la saison 2024-2025 de Superliga, la première division danoise, contre l'AGF Aarhus. Il entre en jeu à la place de Denil Castillo et les deux équipes se neutralisent (1-1 score final).

### En sélection
Kristoffer Askildsen est sélectionné avec l'équipe de Norvège des moins de 17 ans pour participer au championnat d'Europe des moins de 17 ans en 2018. Il joue trois matchs lors de ce tournoi, où son équipe termine en tête de son groupe avant d'être éliminée par l'Angleterre en quarts de finale, le 13 mai (0-2).
Il joue son premier match avec l'équipe de Norvège espoirs face à la Finlande, le 22 mars 2019. Lors de cette rencontre amicale il est titulaire et voit son équipe s'incliner lourdement par huit buts à trois.
Le 18 novembre 2020, Kristoffer Askildsen honore sa première sélection avec l'équipe nationale de Norvège face à l'Autriche (1-1).

## Statistiques
| Saison                | Club                  | Championnat           | Championnat | Championnat | Coupe(s) nationale(s) | Coupe(s) nationale(s) | Compétition(s) continentale(s) | Compétition(s) continentale(s) | Compétition(s) continentale(s) | Total | Total |
| Saison                | Club                  | Division              | M.          | B.          | M.                    | B.                    | Comp.                          | M.                             | B.                             | M.    | B.    |
| 2018                  | Stabæk Fotball        | Eliteserien           | 1           | 0           | -                     | -                     | -                              | -                              | -                              | 1     | 0     |
| 2019                  | Stabæk Fotball        | Eliteserien           | 14          | 1           | 2                     | 0                     | -                              | -                              | -                              | 16    | 1     |
| Sous-total            | Sous-total            | Sous-total            | 15          | 1           | 2                     | 0                     | -                              | -                              | -                              | 17    | 1     |
| 2019-2020             | Sampdoria Gênes       | Serie A               | 4           | 1           | -                     | -                     | -                              | -                              | -                              | 4     | 1     |
| 2020-2021             | Sampdoria Gênes       | Serie A               | 6           | 0           | 1                     | 0                     | -                              | -                              | -                              | 7     | 0     |
| 2021-2022             | Sampdoria Gênes       | Serie A               | 19          | 0           | 3                     | 0                     | -                              | -                              | -                              | 22    | 0     |
| Sous-total            | Sous-total            | Sous-total            | 29          | 1           | 4                     | 0                     | -                              | -                              | -                              | 33    | 1     |
| 2022-2023             | US Lecce (prêt)       | Serie A               | 13          | 0           | -                     | -                     | -                              | -                              | -                              | 13    | 0     |
| Sous-total            | Sous-total            | Sous-total            | 13          | 0           | -                     | -                     | -                              | -                              | -                              | 13    | 0     |
| Total sur la carrière | Total sur la carrière | Total sur la carrière | 57          | 2           | 6                     | 0                     | -                              | -                              | -                              | 63    | 2     |